# ソハチェフ郡
ソハチェフ郡（ソハチェフぐん、ポーランド語: powiat sochaczewski）は、ポーランド中東部のマゾフシェ県にある郡。1998年に決定された地方行政改革によって、1999年1月1日に成立した。郡都は首都ワルシャワの西52キロメートルに位置するソハチェフで、郡内唯一の町でもある。
面積は731.02平方キロメートル。人口は2019年時点で8万5024人。このうちソハチェフ町が3万6327人、農村部が4万8697人である。
北でプウォニスク郡と、北東でノヴィ・ドヴル郡と、東でワルシャワ西郡およびグロジスク・マゾヴィエツキ郡と、南東でジラルドゥフ郡と、南でスキエミェヴィツェ郡と、南西でウォヴィッツ郡と、西でゴスティニン郡と、北西でプウォツク郡とそれぞれ隣接する。

## 行政
下記の8つのグミナ（基礎自治体）からなる。
| グミナ名                         | 種別   | 面積 (km2) | 人口 （2019年） | 中心地区       |
| ソハチェフ                       | 都市部 | 26.1       | 36,327          |                |
| テレシン市                       | 農村部 | 88.0       | 11,511          | テレシン       |
| ソハチェフ市                     | 農村部 | 91.4       | 10,944          | ソハチェフ *   |
| ノヴァ・スハ市                   | 農村部 | 90.3       | 6,670           | ノヴァ・スハ   |
| イウフ市                         | 農村部 | 128.5      | 6,168           | イウフ         |
| ムウォジェシン市                 | 農村部 | 117.1      | 5,557           | ムウォジェシン |
| ブロフフ市                       | 農村部 | 116.8      | 4,379           | ブロフフ       |
| リブノ市                         | 農村部 | 72.8       | 3,468           | リブノ         |
| * グミナ域外に役所が置かれている |        |            |                 |                |